# Плоское (озеро, Узункольский район)
Плоское — озеро в Узункольском районе Костанайской области Казахстана. Находится в 12 км к юго-востоку от села Пресногорьковка и на севере села Пилкино.
По данным топографической съёмки 1959 года, площадь поверхности озера составляет 2,12 км². Наибольшая длина озера — 2,2 км, наибольшая ширина — 1,3 км. Длина береговой линии составляет 5,8 км, развитие береговой линии — 1,12. Озеро расположено на высоте 158,9 м над уровнем моря.